# اسید اتان‌دی‌سولفونیک
اسید اتان‌دی‌سولفونیک (به انگلیسی: Ethanedisulfonic acid) یک ترکیب شیمیایی با شناسه پاب‌کم ۸۰۳۲ است. 